# Chełm (Wyżyna Śląska)
Chełm (341.11) – region geograficzny o krajobrazie wzgórzystym położony w południowej Polsce, w okolicy Strzelec Opolskich. Znajduje się w północno-zachodniej części Wyżyny Śląskiej, na jej styku z Niziną Śląską, co czyni Chełm wyróżniającą się w terenie wyniosłością. Przeważają tutaj obszary rolnicze. Najwyższym wzniesieniem regionu i całej Wyżyny Śląskiej jest Góra Świętej Anny (408 m n.p.m.), będąca pozostałością dawnego wulkanu, z rozwiniętą rzeźbą krasową. Wyznaczony jako mezoregion z indeksem 341.11 w regionalizacji fizycznogeograficznej Polski.

## Środowisko przyrodnicze
Powierzchnia regionu wynosi 513 km². Jego trzon stanowi wypiętrzenie progu strukturalnego między Toszkiem a Gogolinem, zbudowane z wapieni wieku środkowotriasowego, miejscami przykryte lessem oraz osadami polodowcowymi – glinami i piaskami. Garb ten wznosi się ponad przyległymi obniżeniami o 100–200 m, wsuwając się między Kotlinę Raciborską na południu i Równinę Opolską na północy. Region sąsiaduje też z Pradoliną Wrocławską i Obniżeniem Bojszowa, a na wschodzie łączy się z Garbem Targnogórskim.
Głównym miastem Chełmu są Strzelce Opolskie, a u południowego podnóża Góry Świętej Anny, na granicy z Kotliną Raciborską leży Leśnica.
Struktura gleb jest zróżnicowana, większość stanowią żyzne rędziny, gleby brunatne i gleby płowe, choć na północnym wschodzie występują mało urodzajne utwory rdzawe i bielicowe. Obszar regionu jest w ok. 60% użytkowany rolniczo, a lasy zajmują ok. 30%. Sieć rzeczna jest uboga. Osobliwością przyrodniczą rejonu Góry Świętej Anny są wychodnie skałkowe, wąwozy i elementy rzeźby krasowej – leje, wywierzyska i ponory.
W celu ochrony przyrody utworzono Park Krajobrazowy „Góra Świętej Anny” i kilka rezerwatów obejmujących formacje geologiczne, stanowisko muraw kserotermicznych, stanowisko jarzęba brekinii, a także siedliska lasów bukowych (m.in. Góra Świętej Anny, Ligota Dolna, Kamień Śląski, Biesiec, Lesisko, Boże Oko). Przyroda Chełmu podlega presji antropogenicznej z uwagi na uprawianą tu turystykę religijną oraz przecinającą region autostradę A4. Zagrożeniem środowiskowym są też pobliskie zakłady przemysłowe, w tym koksownia w Zdzieszowicach.

## Różnice w podziałach geograficznych

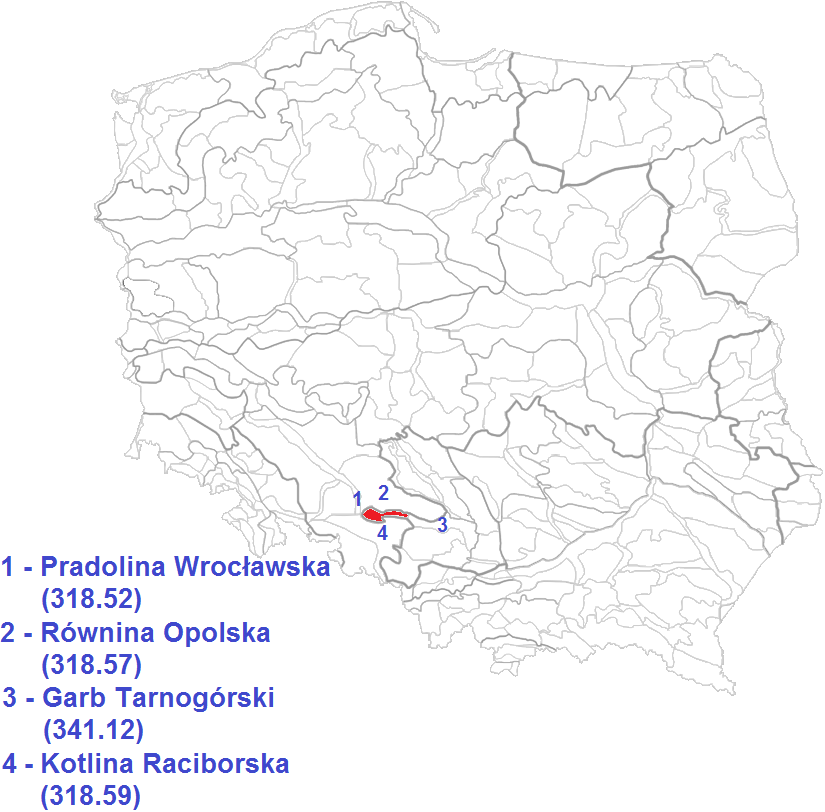
Obszar Chełmu i okolice wg regionalizacji J. Kondrackiego z 1994 r.

Jerzy Kondracki w swojej regionalizacji fizycznogeograficznej Polski, kierując się opracowaniem Sylwii Gilewskiej, na podstawie lokalnych różnic w rzeźbie terenu i hipsometrii wyróżnił w obrębie Chełmu cztery mikroregiony – Dział Strzelecki koło Strzelec Opolskich, Górę Świętej Anny koło Leśnicy, Płaskowzgórze Olszowskie koło Olszowy i Pagóry Sarnowskie koło Sarnowa.
Płaskowzgórze Olszowskie stanowi niższą, wschodnią część wzniesień Chełmu i osiąga wysokości 260–280 m n.p.m. Wyższą, zachodnią część cechuje wierzchowina na poziomie 300–375 m, z wystającą ponad ten poziom wulkaniczną kopułą szczytową Góry Świętej Anny, będącą nekiem wulkanicznym. Góra Świętej Anny na południe, ku dolinie Odry opada stromo 170–metrowym stopniem, a na północ, ku dolinie Małej Panwi obniża się łagodnie i przechodzi w Dział Strzelecki o wysokościach bezwzględnych 180–200 m.
Pagóry Sarnowskie są ciągiem wyniosłości, które miejscami osiągają 300 m i tworzą pomost łączący mezoregiony Chełmu i Garbu Tarnogórskiego. Jerzy Kondracki traktował ten pomost jako integralny człon Chełmu, jednak w nowym podziale fizycznogeograficznym Polski z 2018 roku obszar ten znalazł się w granicach Garbu Tarnogórskiego.
Krzysztof Badora, współautor nowej regionalizacji z 2018 roku, podzielił Chełm na pięć mikroregionów – Dział Strzelecki, Płaskowzgórze Olszowskie, Próg Góry Świętej Anny, Przedproże Zdzieszowickie i Dolinę Górnej Jemielnicy.